# Feline Dysautonomie
Die Feline Dysautonomie (Syn. Key-Gaskell-Syndrom) ist eine Katzenkrankheit, die durch eine Beeinträchtigung des vegetativen Nervensystems gekennzeichnet ist. Die Erkrankung wurde 1982 erstmals beschrieben, die Krankheitsursache ist unbekannt. Betroffene Tiere zeigen ein reduziertes Allgemeinbefinden, Nickhautvorfall, trockene Augen, Pupillenerweiterung, Zurückfließen von Futter, Kot- und Harnabsatzstörungen. Eine spezifische Therapie gibt es nicht, die Mehrzahl der erkrankten Tiere werden wegen der schlechten Prognose eingeschläfert.

## Ursachen und Krankheitsentstehung
Die Ursache und Krankheitsentstehung sind bislang unbekannt. Als mögliche Auslöser werden Viren, Toxine, eine Autoimmunerkrankung oder Infektionen mit Clostridium botulinum Typ C diskutiert. Die Feline Dysautonomie ist durch eine Degeneration von Nervenzellen in den Ganglien des vegetativen Nervensystems gekennzeichnet. Solche Degenerationen finden sich im Ganglion coeliacum und in anderen prävertebralen Ganglien, aber auch in den parasympathischen Kerngebieten der Hirnnerven und des Rückenmarks sowie den Nervenzellen des enterischen Nervensystems.

## Symptome und Diagnostik
Es können Tiere jeden Alters erkranken. Betroffene Tiere zeigen ein reduziertes Allgemeinbefinden. Die Nase ist trocken und verkrustet. Am Auge zeigen sich Nickhautvorfall, verminderte bis fehlende Tränensekretion und eine Pupillenerweiterung (Mydriasis) bei erhaltener Drohreaktion. Das Zurückfließen von Futter in die Maulhöhle (Regurgitation), Kotanschoppungen im Mastdarm (Koprostase) und Blasenentleerungsstörungen (Dysurie oder Blasenlähmung) sind ebenfalls typisch. Eine Abnahme der Herzfrequenz wird ebenfalls häufig beobachtet.
Typisch ist eine beschleunigte Pupillenverengung nach Gabe von Pilocarpin, die meist schon innerhalb von 15 Minuten eintritt, während sie bei gesunden Tieren erst nach 45 Minuten eintritt. Der Atropintest (die Gabe von Atropin) führt bei erkrankten Katzen zu keiner Erhöhung der Herzfrequenz. Der Test sollte aber wegen möglicher lebensbedrohlicher Begleiterscheinungen nur in Ausnahmefällen eingesetzt werden. Die Überprüfung der Tränenproduktion erfolgt mit dem Schirmer-Test. Röntgenaufnahmen, auch unter Kontrastmittel, sind zur Abgrenzung anderer Ursachen einer Koprostase sinnvoll. Für den Ausschluss anderer Ursachen eines Harnverhalts ist eine Ultraschalluntersuchung der Blase angezeigt. Differentialdiagnostisch sind ebenfalls Infektionskrankheiten wie Katzenleukämie, Feline infektiöse Peritonitis und Immundefizienzsyndrom der Katzen in Betracht zu ziehen.

## Behandlung und Prognose
Ein kausale Therapie gibt es nicht, daher kann die Behandlung nur symptomatisch erfolgen. Zur Bekämpfung des Regurgitierens kann Metoclopramid eingesetzt werden, bei einem Megaösophagus ist eine Fütterung mit erhobenen Kopf oder das Legen einer Magensonde notwendig. Trockene Augen werden mit einem Tränenersatzpräparat behandelt. Kot- und Harnabsatz müssen manuell behoben werden. Auch der Einsatz von Bethanechol kann versucht werden.
Die Prognose ist als ungünstig einzuschätzen, nur etwa 20–30 % der Tiere zeigen eine Verbesserung der Symptomatik, die sich über einen Zeitraum von einem Jahr hinziehen kann. In der Mehrzahl der Fälle werden die Tiere wegen des zunehmend schlechteren Allgemeinbefindens eingeschläfert.